# Ljoljići
Ljoljići su naseljeno mjesto u općini Jezero, Republika Srpska, BiH.

## Povijest
Do potpisivanja Daytonskog mirovnog sporazuma bilo je u sastavu općine Jajce koja je ušla u sastav Federacije BiH.

## Stanovništvo

### 1991.
Nacionalni sastav stanovništva 1991. godine, bio je sljedeći:
ukupno: 205
- Srbi - 109
- Muslimani - 96

### 2013.
Nacionalni sastav stanovništva 2013. godine, bio je sljedeći:
ukupno: 90
- Srbi - 68
- Bošnjaci - 22

## Vanjske poveznice
- Satelitska snimka[neaktivna poveznica]